# Subsequent Pleasures
Subsequent Pleasures  — це дебютний студійний мініальбом голландського гурту Xymox, який був виданий самотужки тиражем 500 копій у 1984 році.
У 1994 році невеликий голландський лейбл «Pseudonym», обмеженим тиражем, перевидав цей запис. До того видання також потрапили демо шести пісень.

## Трек-лист

### Видання 1984 року
1. Going Round
2. Moscovite Musquito
3. Strange 9 To 9
4. Call It Weird
5. Abysmal Thoughts

### Видання 1994 року
Clan Of Xymox Demo's
1. A Day (Where Are You) (6:00)
2. Stumble And Fall (6:12)
3. No Words (5:31)
4. Stranger (5:45)
5. Equal Ways (6:03)
6. 7th Time (6:54)

Subsequent Pleasures
1. Going Round (4:38)
2. Moscovite Mosquito (4:32)
3. Strange 9 To 9 (4:33)
4. Call It Weird (3:50)
5. Abysmal Thoughts (4:33)

### Видання 2001 року
1. Going Round (4:40)
2. Muscoviet Musquito (4:33)
3. Strange 9 To 9 (4:32)
4. Call It Weird (3:51)
5. Absymal Thoughts (4:35)
6. A Day (6:00)
7. Stumble And Fall (6:14)
8. No Words (5:33)
9. Stranger (5:46)
10. Equal Ways (6:07)
11. 7th Time (6:55)

## Над альбомом працювали
- Оформлення — Mojca (2001)